# Omegalebra blantoni
Omegalebra blantoni är en insektsart som beskrevs av Young 1957. Omegalebra blantoni ingår i släktet Omegalebra och familjen dvärgstritar.
Artens utbredningsområde är Panama. Inga underarter finns listade i Catalogue of Life.